# Turcolana cariae
Turcolana cariae là một loài chân đều trong họ Cirolanidae. Loài này được Argano & Pesce miêu tả khoa học năm 1980.